# Musik-Boutique
Die Musik-Boutique war Ende der 1960er/Anfang der 1970er Jahre mit einer Auflage von 500.000 Exemplaren die zweitgrößte deutsche Musikzeitschrift nach der Bravo. Die erste Ausgabe wurde 1968 herausgegeben. Das Heft erschien 10 Mal im Jahr.

## Geschichte
Das vom Essener Kaiser-Verlag veröffentlichte Magazin war eine Kundenzeitschrift der Deutschen Grammophon. Ab 1972 finanzierte Polydor die kostenlos verteilte Zeitschrift. Hauptzielgruppe waren Jugendliche. Mit der Musik-Boutique hatte das Musikunternehmen eine eigene, von den Redaktionen der Zeitschriftenverlage unabhängige Werbeplattform für seine Interpreten und Produkte geschaffen, auf der es sich die Aufmerksamkeit der Leser nicht mit Artikeln über Stars konkurrierender Plattenlabels teilen musste. Die Kosten für die Produktion und den Vertrieb wurden als Werbeinvestition gesehen, zum Teil erfolgte eine Refinanzierung durch Anzeigen. Konzeption und Redaktion der Kundenzeitschrift oblag Günter Ehnert.
Etwa 400.000 Exemplare wurden an mehr als 3.400 Schallplatten-Händler verteilt, die sie in ihren Geschäften zum Mitnehmen auslegten. Rund 100.000 Exemplare gingen an Diskotheken, Tanzschulen, Fanklubs und Modegeschäfte.
Beworben wurde das Magazin unter anderem auf Rückseiten von Schallplatten, z. B. Daliah Lavi, Wer hat mein Lied so zerstört, Ma?

## Ausgaben (Auswahl)
- Nr. 8/1972 TB:Anita Hegerland/Slade/James Last/Gary Glitter
- Nr. 4/1971 TB James Last + Chris Roberts Poster
- Nr. 3/1971 TB James Brown + Daliah Lavi Poster
- Nr. 1/1971 TB Roy Black + Golden Earring Poster
- Nr. 9/1970 TB Karel Gott + Freddy Quinn Poster
- Nr. 8/1970 TB James Last + Katja Ebstein + Miguel Ríos Poster
- Nr. 7/1970 TB Chris Roberts + The Taste Poster
- Nr. 6/1970 TB Renate Kern + Jimi Hendrix Poster
- Nr. 5/1970 TB Bee Gees + Karel Gott Poster
- Nr. 1/1970 TB Roy Black + The Who Farbposter